# Semons
Semons korábbi község (település) Franciaországban, Isère megyében. 2019. január 1-jén Arzay, Commelle és Nantoin községgel egyesült és Porte-des-Bonnevaux új község része lett.
Lakosainak száma 361 fő (2018. január 1.). Semons Arzay, Châtonnay, Commelle, Lieudieu és Ornacieux községekkel határos.

## Népesség
A település népessége az elmúlt években az alábbi módon változott:
| Lakosok száma | 364  | 362  | 377  | 362  | 361  |
|               | 2013 | 2015 | 2016 | 2017 | 2018 |